# Les Martres-de-Veyre
Les Martres-de-Veyre (okzitanisch: Las Martras de Veire) ist eine französische Gemeinde mit 3786 Einwohnern (Stand: 1. Januar 2022) im Département Puy-de-Dôme in der Region Auvergne-Rhône-Alpes. Les Martres-de-Veyre gehört zum Arrondissement Clermont-Ferrand und zum Kanton Les Martres-de-Veyre.

## Geografie
Les Martres-de-Veyre liegt am Fluss Veyre, der hier in den Allier mündet, etwa 14 Kilometer südöstlich von Clermont-Ferrand. Umgeben wird Les Martres-de-Veyre von den Nachbargemeinden Le Cendre im Norden, La Roche-Noire im Nordosten, Mirefleurs im Osten, Saint-Maurice und Vic-le-Comte im Südosten, Corent im Süden, Veyre-Monton im Westen und Südwesten sowie Orcet im Nordwesten.
Durch die Gemeinde führt die Cevennenbahn. Les Martres-de-Veyre ist Teil des Weinbaugebiets Côtes d’Auvergne.

## Bevölkerung
| Jahr                       | 1962 | 1968 | 1975 | 1982 | 1990 | 1999 | 2006 | 2011 | 2018 |
| Einwohner                  | 2086 | 2293 | 2633 | 2615 | 3151 | 3914 | 3949 | 3934 | 3985 |
| Quellen: Cassini und INSEE |      |      |      |      |      |      |      |      |      |

## Gemeindepartnerschaft
Mit der kanadischen Gemeinde Wynyard in Saskatchewan (seit 1973) und mit der portugiesischen Gemeinde Arcozelo bestehen Partnerschaften. Die Verbindung zu Wynyard geht zurück auf Peter Dmytruk, der von dort stammte. Als Angehöriger der kanadischen Luftwaffe wurde er 1943 mit seinem Flugzeug über Frankreich abgeschossen, überlebte das und schloss sich dann der Résistance an. Nach zehn Monaten fiel er der Deutschen Wehrmacht in die Hände, im Dezember 1943 wurde er in Les Martres-de-Veyre standrechtlich erschossen. Am Ort seiner Hinrichtung wurde ein Denkmal errichtet, ihm zu Ehren ist eine Straße, die Rue Pierre le Canadien, benannt.